# Nána
Nána (szlovákul Nána) község Szlovákiában, a Nyitrai kerületben, az Érsekújvári járásban.

## Fekvése
Nána Párkánytól 2 km-re északnyugatra fekszik, a Garam nyugati partjának közelében, 110 méteres tengerszint feletti magasságban. Párkánytól a Pozsony-Budapest vasútvonal választja el (ez egyben a községhatár is). Nánán keresztülhalad a Párkányt Lévával összekötő 76-os út. 2 kilométer hosszú mellékút teremt közvetlen összeköttetést a párkányi vasútállomással.
Délről Párkány, keletről Garamkövesd, északkeletről Kicsind, északról és északnyugatról Kőhídgyarmat, délnyugatról pedig Ebed községekkel határos. Északkeleti határát a Garam-folyó alkotja, ez egyben a történelmi Esztergom és Hont vármegye határa is. Keleti határának egy részét a Párkány-Garamkövesd közötti országút képezi. Nyugaton határa egészen a Dunamenti-dombvidék lábáig nyúlik, ahol a falu szőlői is találhatóak (Hegyfarok).

## Nevének eredete
A Nána név minden bizonnyal személynévi eredetű elnevezés. Az Árpád-korban nemzetségnév (Nána-Beszter), illetve egyházi (veszprémi püspök) és világi (ispán) személynévként is ismeretes. A Bár–Kalán nemzetségbeli Szeri Pósa fiát is Nánának hívták.

## Élővilága

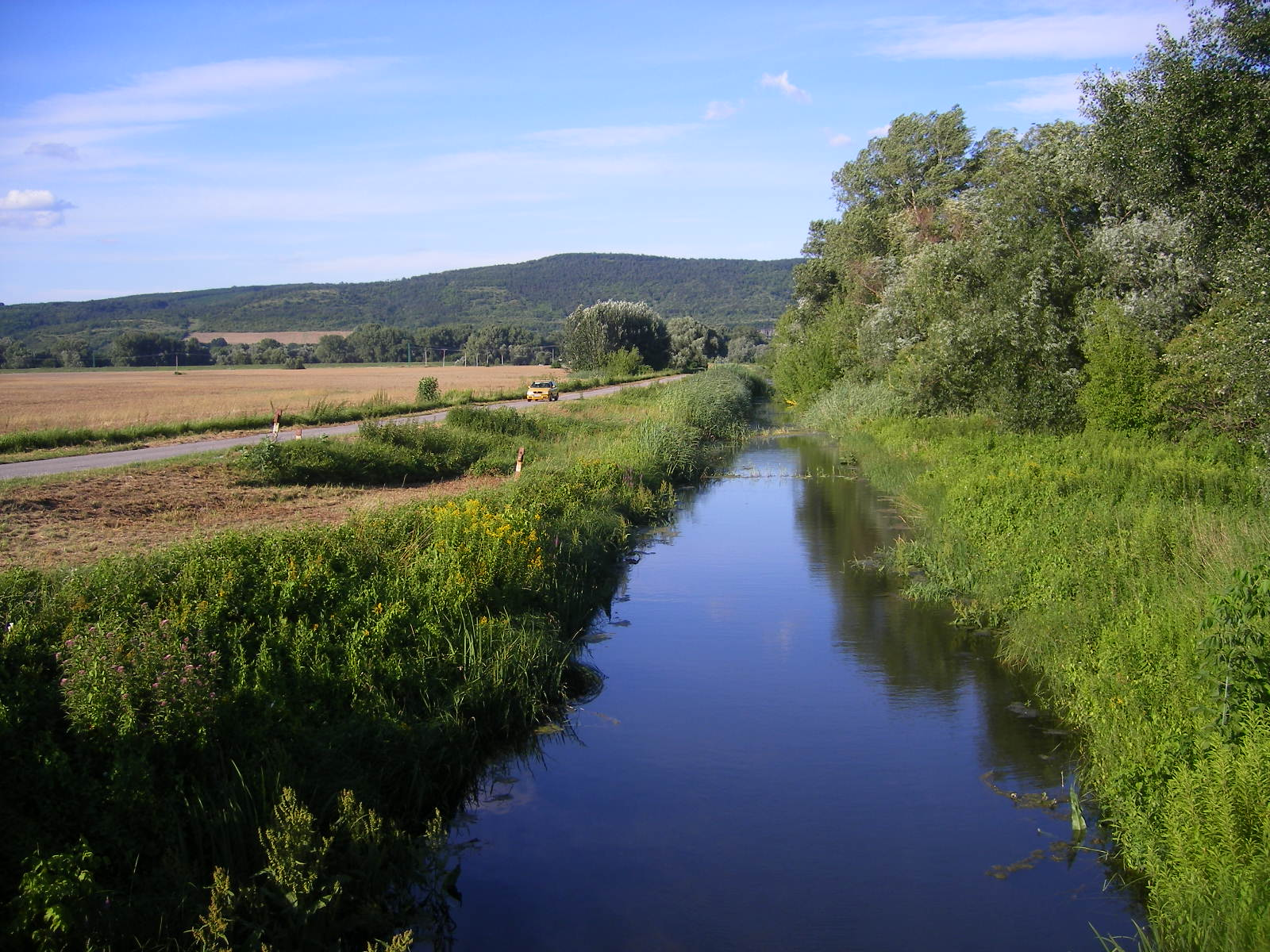
Tájkép a falutól keletre
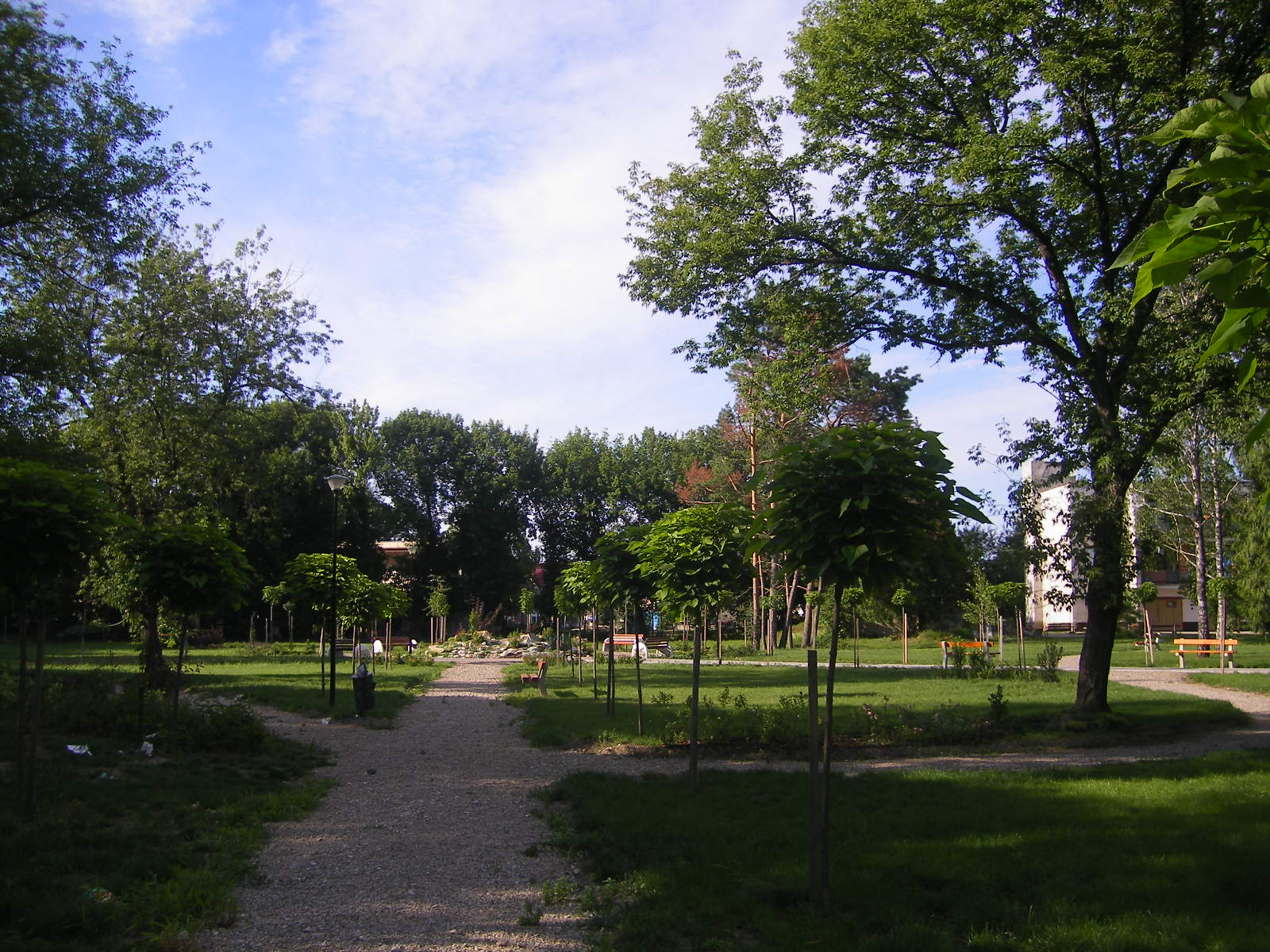
Park
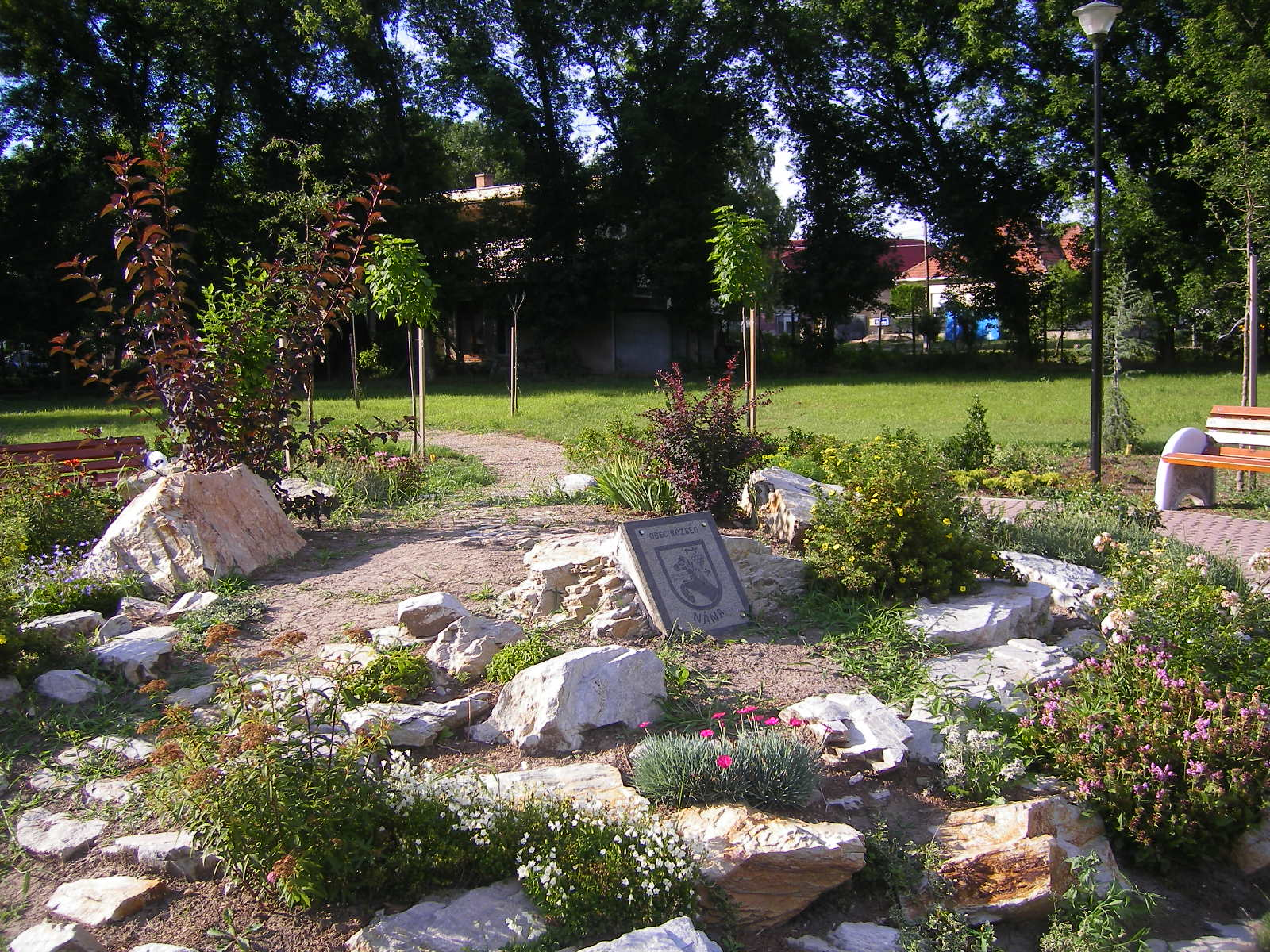
Park
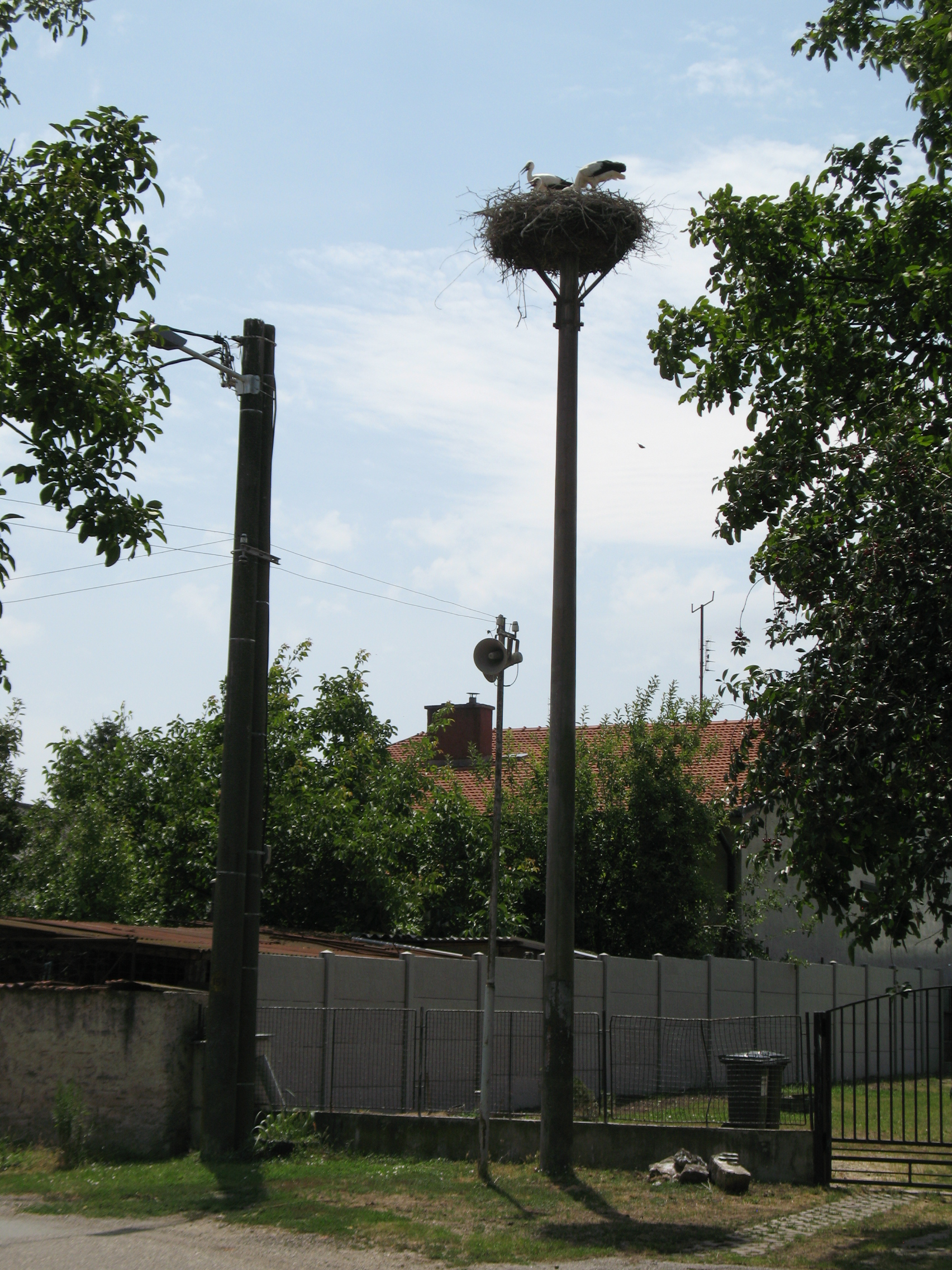
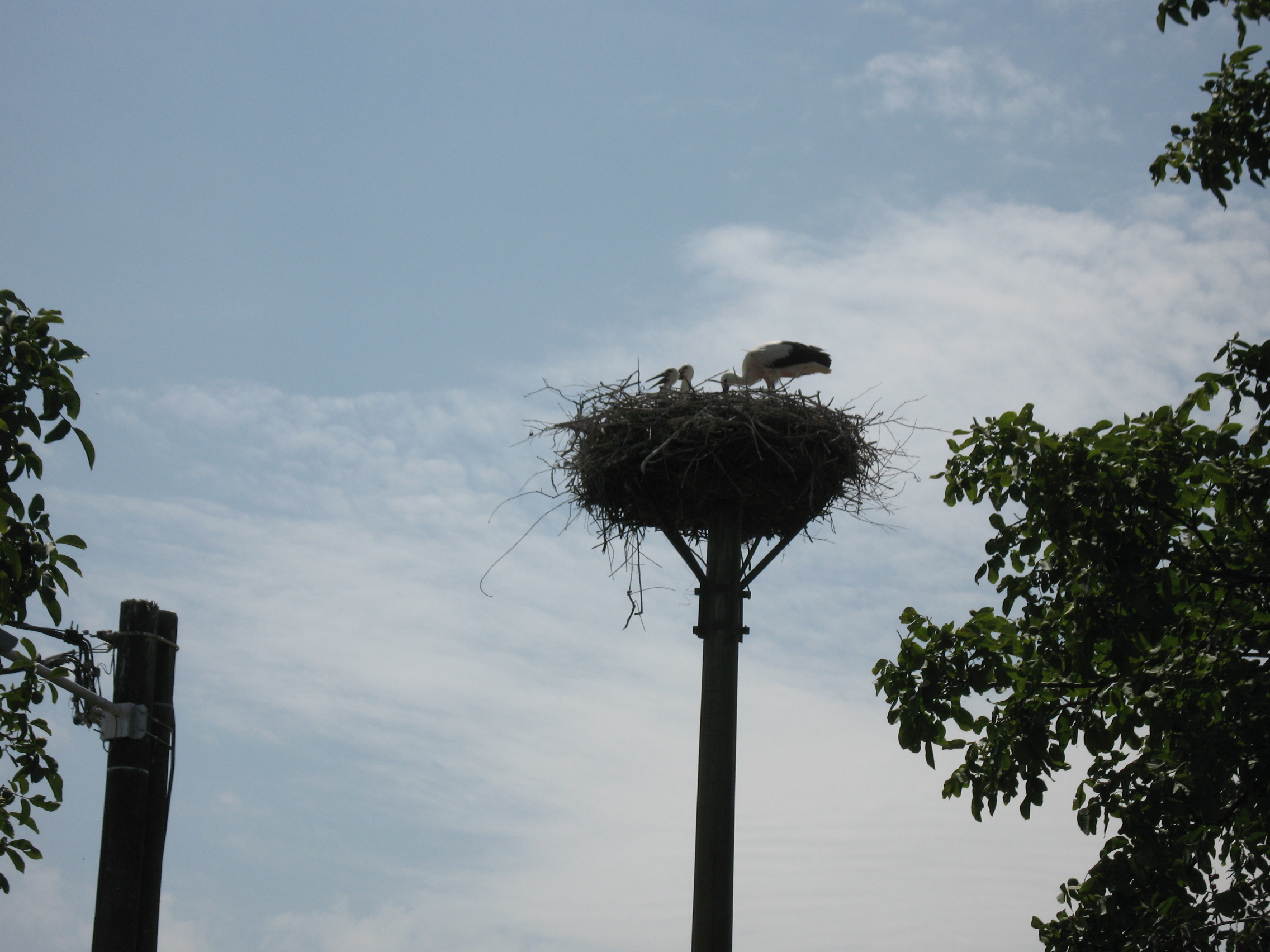

A Hegyfarok területe 1965 óta védett (CHKO Vŕšok) szárazságkedvelő növénytársulásaiért. A faluban egy gólyafészket tartanak nyilván. 2014-ben 3 fiókát számoltak össze.

## Története
1157-ben II. Géza királynak abban az oklevelében említik először, melyben az esztergomi érsekségnek sóvám szedésére jogot adományoz. A 14. századig a Nána-Beszter család, 1347-től az esztergomi káptalan birtoka. A 16. században a Nyáry család is birtokos a községben. 1530-ban a török támadása következtében a falu elnéptelenedett. A 18. században a káptalan uradalmi majort létesített a területén, mely később faluvá növekedett. 1715-ben 12 háztartása volt, 1755-ben 105-en lakták, 1787-ben 35 házában 275 lakos élt. 1828-ban 43 háza és 399 lakosa volt, akik mezőgazdasággal foglalkoztak. 1900-ban téglagyárat alapítottak a községben.
Vályi András szerint "NÁNA. Magyar falu Esztergom Várm. földes Ura az Esztergomi Káptalanbéli Uraság, lakosai katolikusok, fekszik Párkányhoz nem meszsze, és annak filiája, földgye jó, legelője elég, piatzozása a’ Dunán, és Esztergomban, réttyeinek, és legelőinek egy részét Garam vize néha el őnti."
Fényes Elek szerint "Nána, magyar falu, Esztergom, vagy az uj rend szerint Komárom vmegyében, Párkány, Ebed helységek, Mikó és Kis-Tata puszták határai és a Garan vize közt: 450 kath. lak., a Nána vize mellett. Mikó és Kis-Tata pusztákon az uradalomnak nagy gazdasága van; Nánán pedig birnak a lakosok 358 hold róna fekvésü termékeny szántóföldet, 59 hold rétet, 1009 kapa szőlőt. E határon megy keresztül a pest-váczi vasutvonal. F. u. az esztergomi káptalan. E helységről már II. Geyza oklevelében van szó 1157 évről."
A trianoni békeszerződésig Esztergom vármegye Párkányi járásához tartozott. 1938 és 1945 között újra Magyarország része. 1960-ban közigazgatásilag Párkányhoz csatolták, 1991 óta ismét önálló község. Napjainkban a község életében jelentős szerepet játszik az idegenforgalom (nagy kemping működik itt).

## Népessége
| Év:            | 1994. | 2004.   | 2014.   | 2024.   |
| -------------- | ----- | ------- | ------- | ------- |
| Emberek száma: | 1138  | 1187    | 1190    | 1188    |
| Eltérés:       |       | +4,30 % | +0,25 % | -0,16 % |

| Év:            | 2023. | 2024.   |
| -------------- | ----- | ------- |
| Emberek száma: | 1198  | 1188    |
| Eltérés:       |       | -0,83 % |

1880-ban 780 lakosából 725 magyar, 17 német, 3 szlovák anyanyelvű és 35 csecsemő volt.
1890-ben 837 lakosából 821 magyar és 10 szlovák anyanyelvű volt.
1900-ban 957 lakosából 947 magyar és 7 szlovák anyanyelvű volt.
1910-ben 1115 lakosából 1111 magyar és 4 szlovák anyanyelvű volt.
1921-ben 1232 lakosából 939 magyar, 248 csehszlovák, 36 német és 9 külföldi volt. Ebből 1167 római katolikus, 10 református, 11 izraelita és 4 evangélikus és 40 egyéb vallású volt.
1930-ban 1388 lakosából 918 magyar, 417 csehszlovák, 4 ruszin, 2 német, 3 egyéb nemzetiségű és 44 állampolgárság nélküli volt. Ebből 1313 római katolikus, 16 református, 14 izraelita, 13 evangélikus, 2 görög katolikus és 30 egyéb felekezetű volt.
1941-ben 1874 lakosából 1842 magyar és 23 szlovák volt.
1991-ben 1133 lakosából 932 magyar és 185 szlovák volt.
2001-ben 1162 lakosából 871 magyar és 263 szlovák nemzetiségű volt.
2011-ben 1180 lakosából 831 magyar és 266 szlovák és 77 ismeretlen nemzetiségű volt.
2021-ben 1198 lakosából 798 (+20) magyar, 316 (+25) szlovák, 10 (+3) egyéb és 74 ismeretlen nemzetiségű volt.

## Oktatás, kultúra

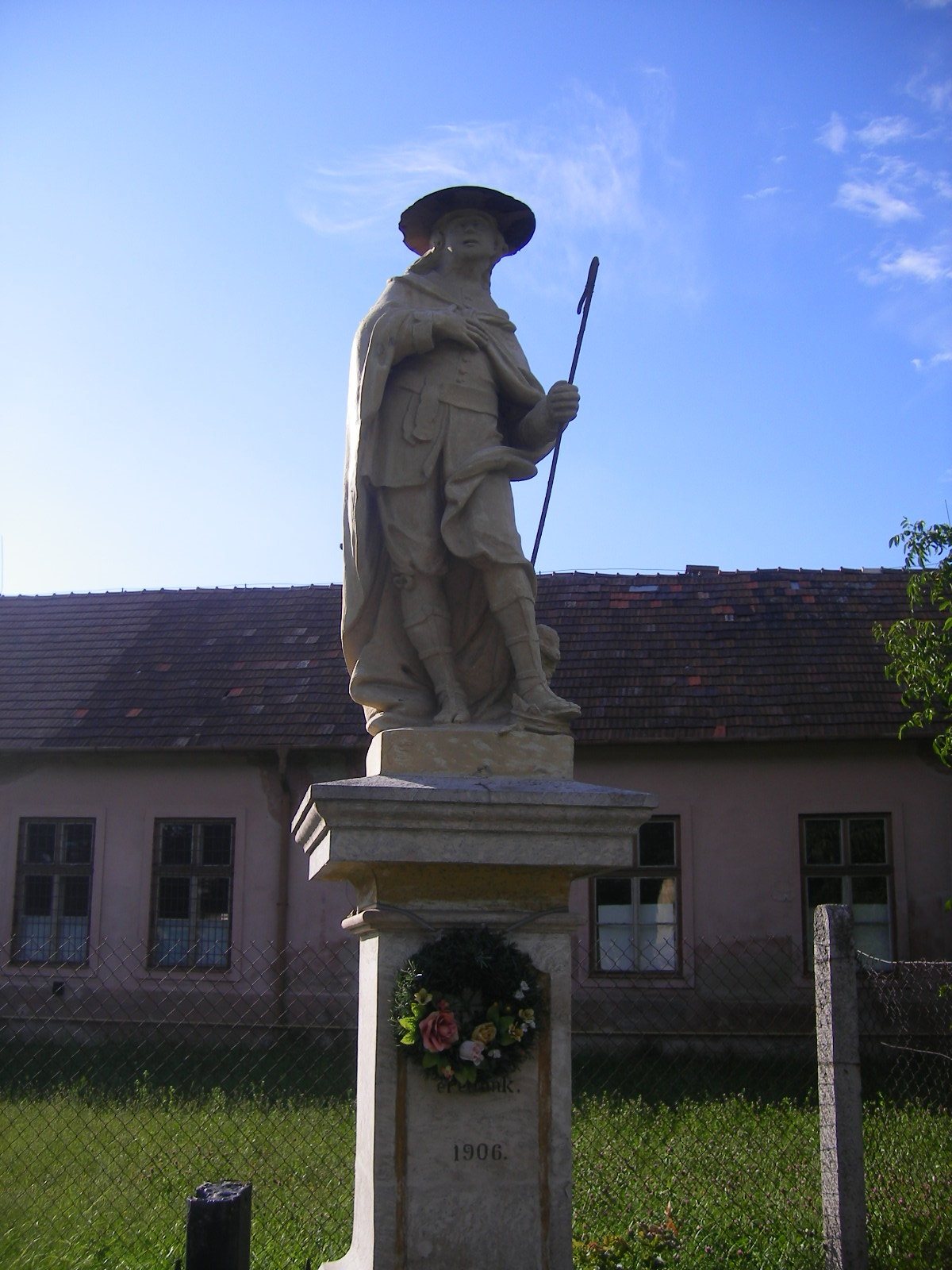
Szent Vendel szobra

Nánán magyar és szlovák tagozattal rendelkező óvoda és magyar tannyelvű alapiskola működik. A korábban megszüntetett kisiskola 1991-ben nyílt meg újra.
A községben 2003 óta évente megrendezik a falunapot. Az első falunapon szentelték fel a község zászlaját és címerét.
Nánán könyvtár, Csemadok-alapszervezet, színjátszó- és éneklőcsoport, valamint nyugdíjasklub is működik. A Nánai Színjátszó Csoportot 1996-ban alapították. Fellépéseiket számos díjjal jutalmazták, Juhász Mária rendezői munkásságát 2009-ben Mics Károly-díjjal tisztelték meg.

## Neves személyek
- Ratkó Anna szülőhelye, aki magyarországi népjóléti- majd egészségügyi miniszter volt, a Ratkó-korszak névadója.
- Itt született 1946-ban Dániel Erzsébet népművelő, néprajzi gyűjtő.
- Itt született 1946-ban Janiga József felvidéki magyar festő, grafikus, illusztrátor, pedagógus, „a Csallóköz festője”.

## Nevezetességei
- Szent Vendel tiszteletére szentelt római katolikus temploma 1791-ben épült a korábbi barokk kápolna felhasználásával.
- Szent Vendel szobrát 1906-ban állították fel a templom és a régi iskola előtt.
- A templom előtt látható a község első említésének 850. évfordulójára (2007) emelt faragott emlékmű.
- A régi községi parkot napjainkra felújították. Itt található a második világháború áldozatainak emlékműve, a Csemadok-emlékmű, valamint Nagy József (1901-1970) kántortanító emlékköve. Fennmaradt a park szélén a régi transzformátorállomás épülete is.
- A temetőben barokk kőkereszt található.[9]

## Képtár

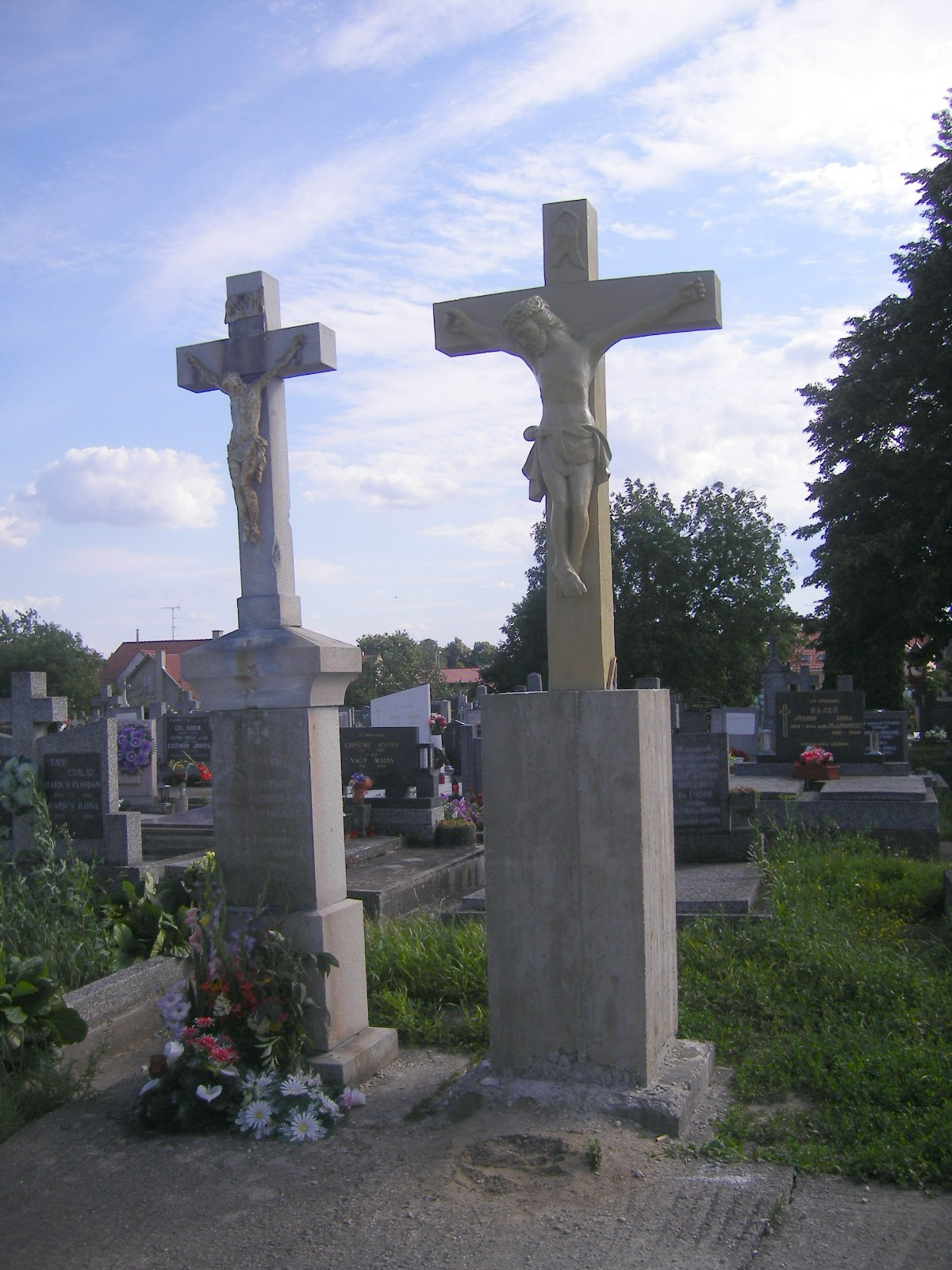
Barokk kereszt a temetőben
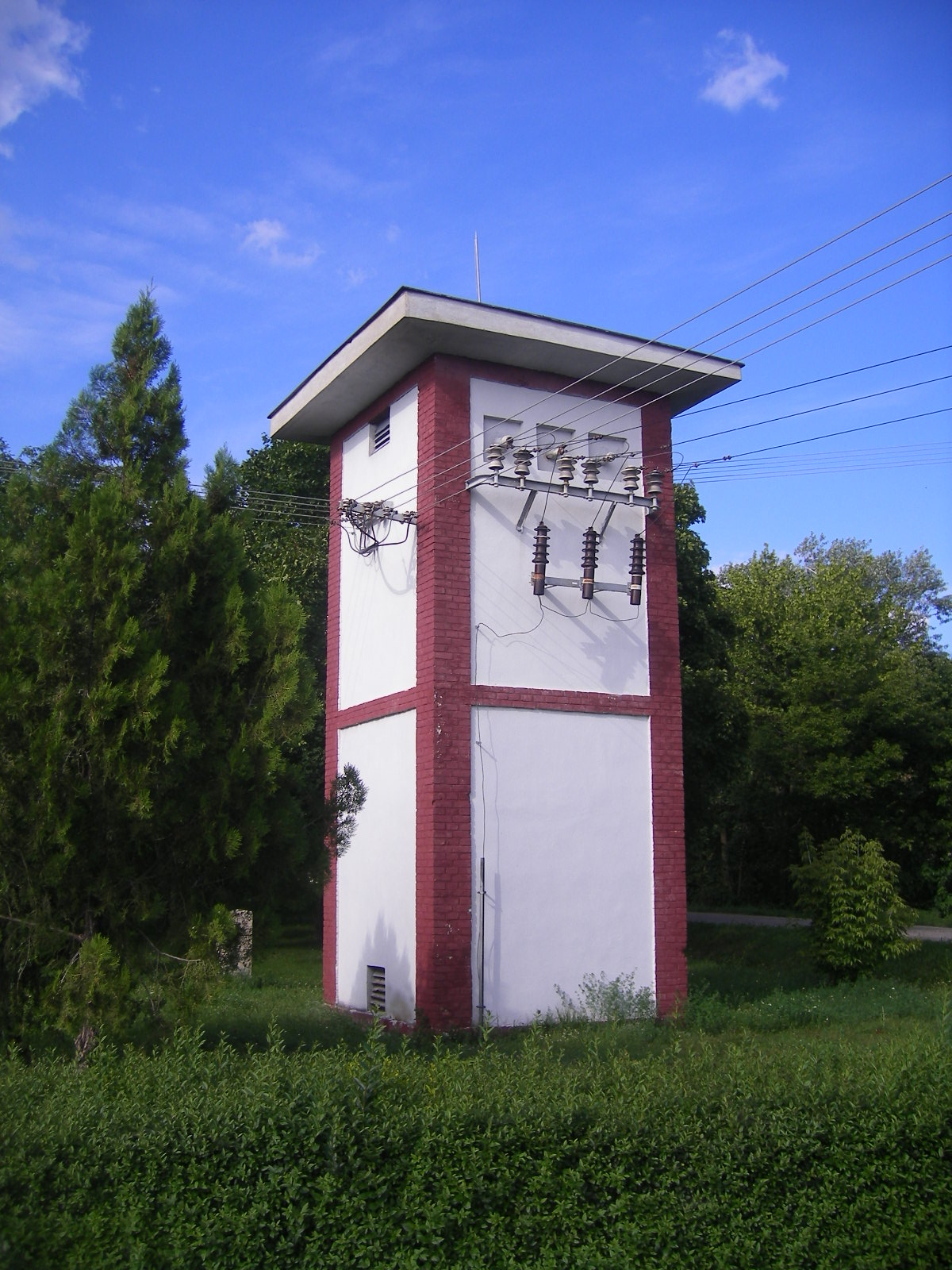
Régi transzformátorállomás
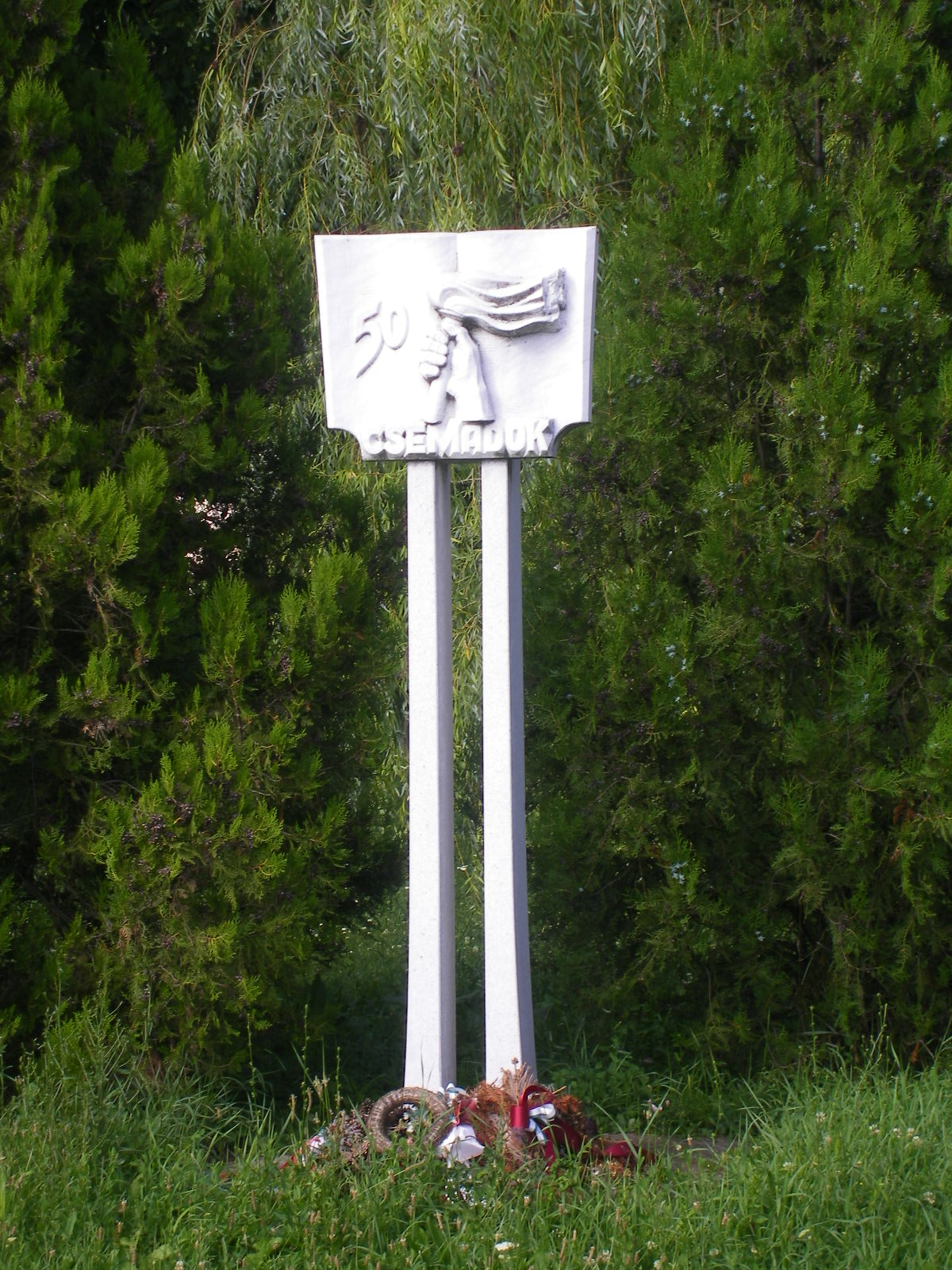
Csemadok-emlékmű
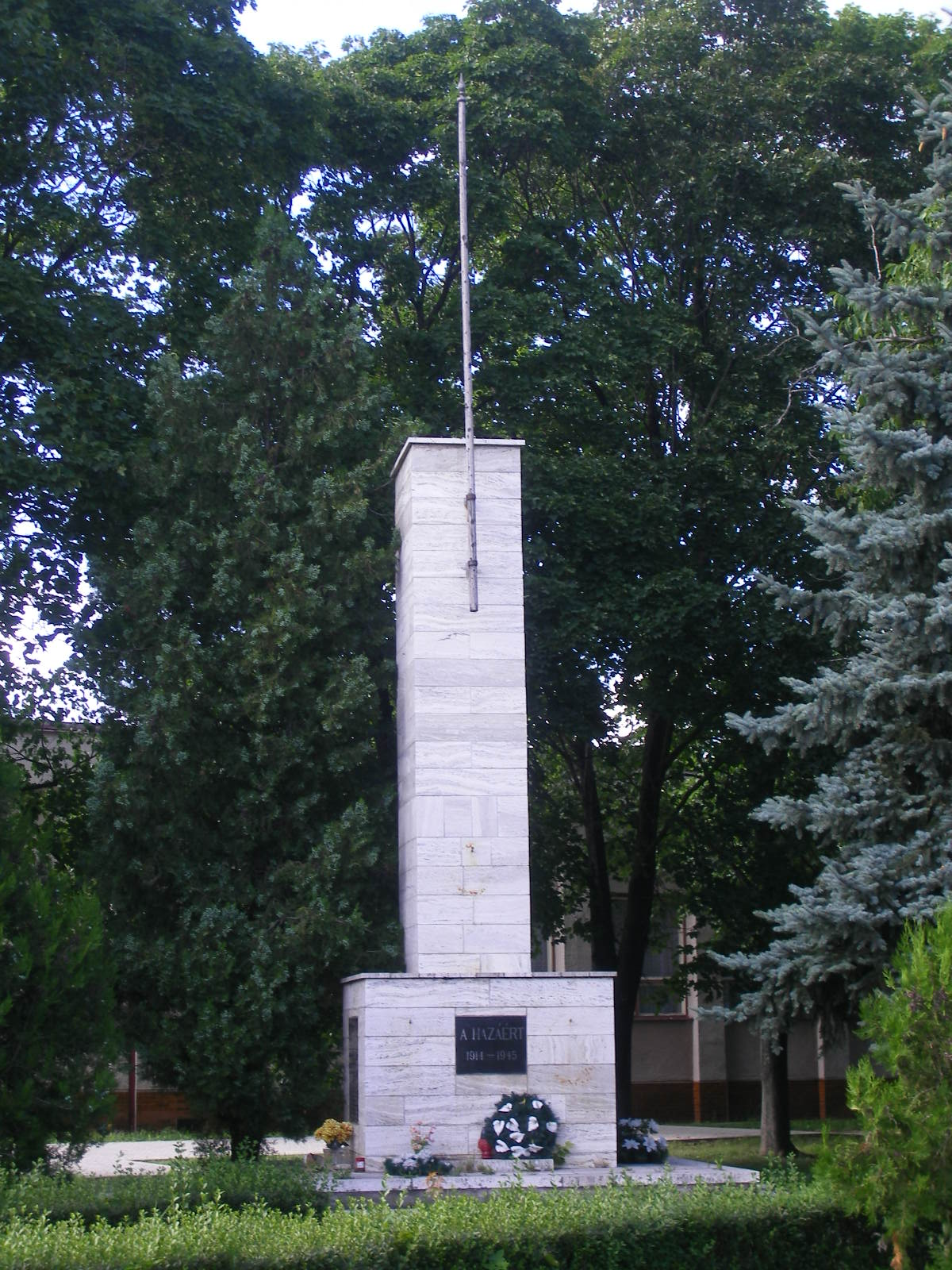
A második világháború áldozatainak emlékműve
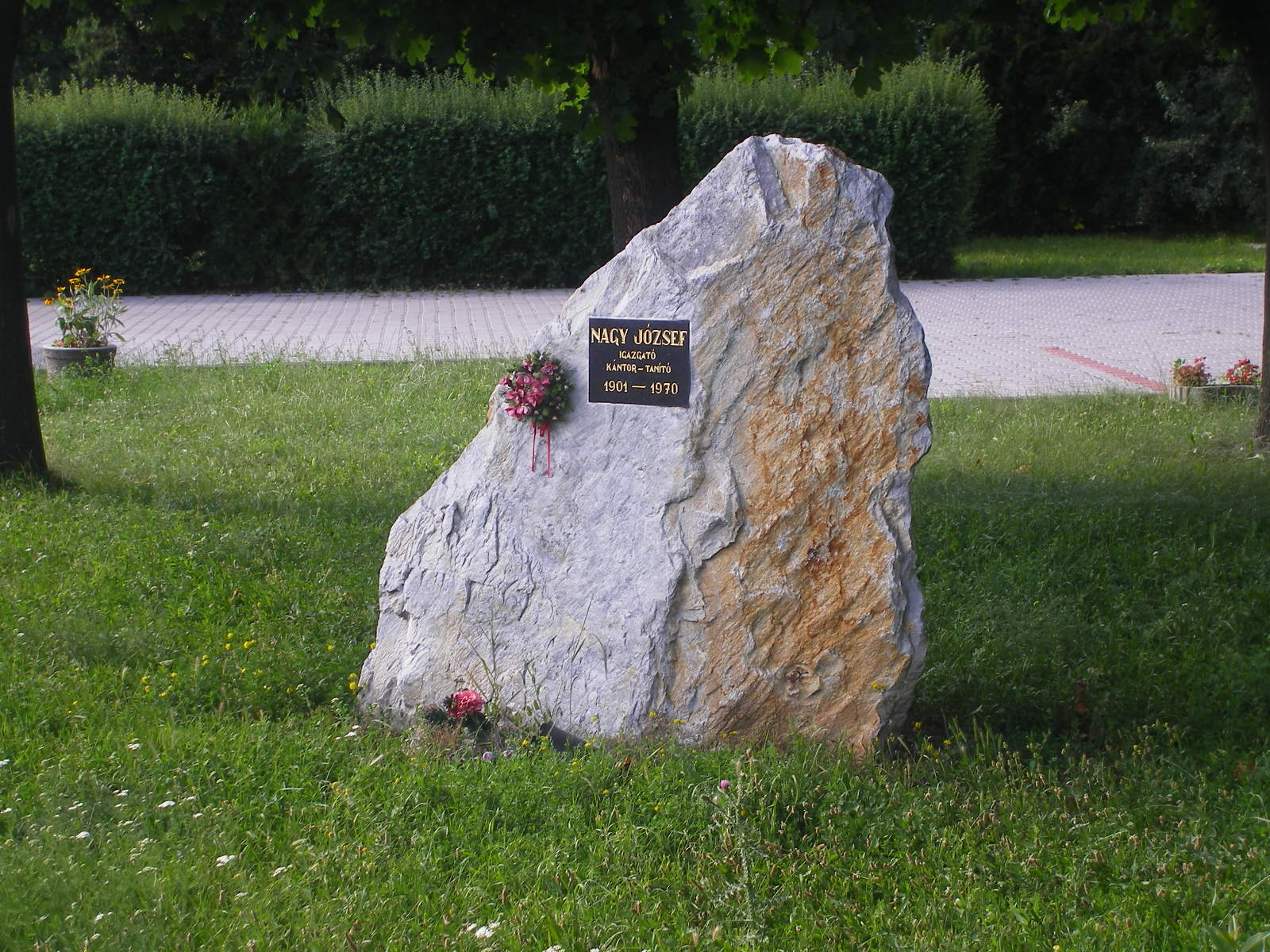
Nagy József kántortanító emlékműve
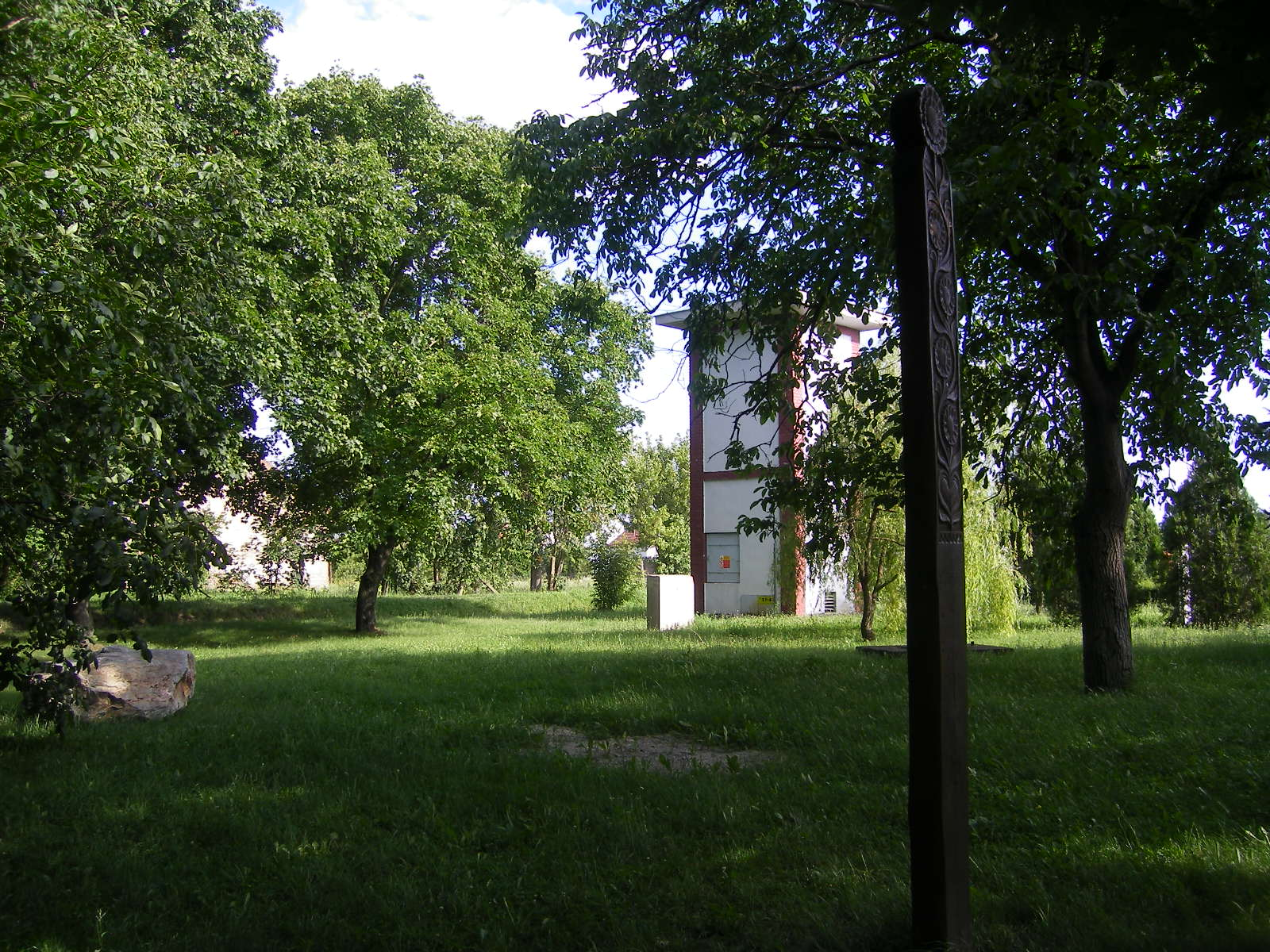
Parkrészlet kopjafával
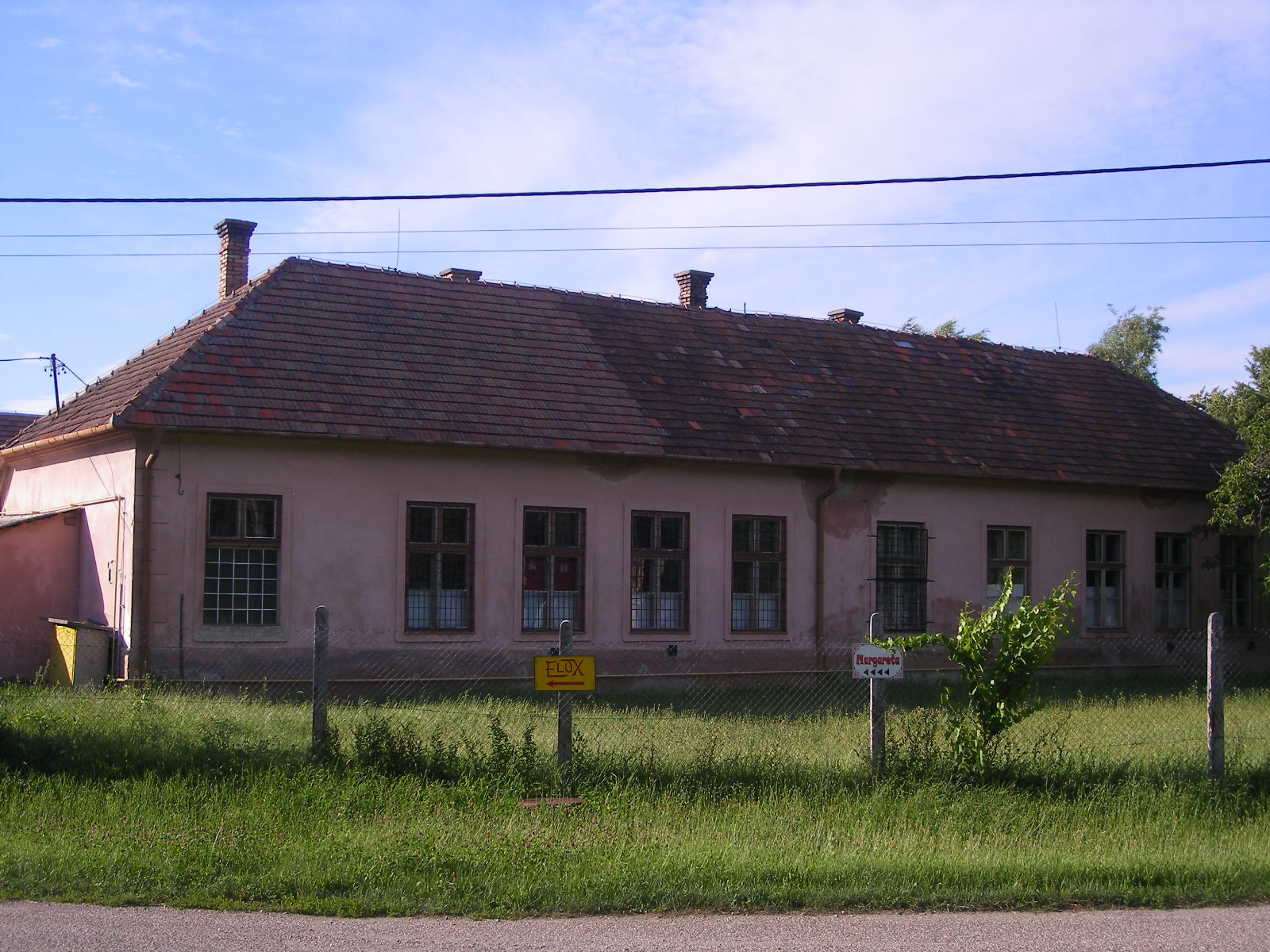
A régi iskola épülete
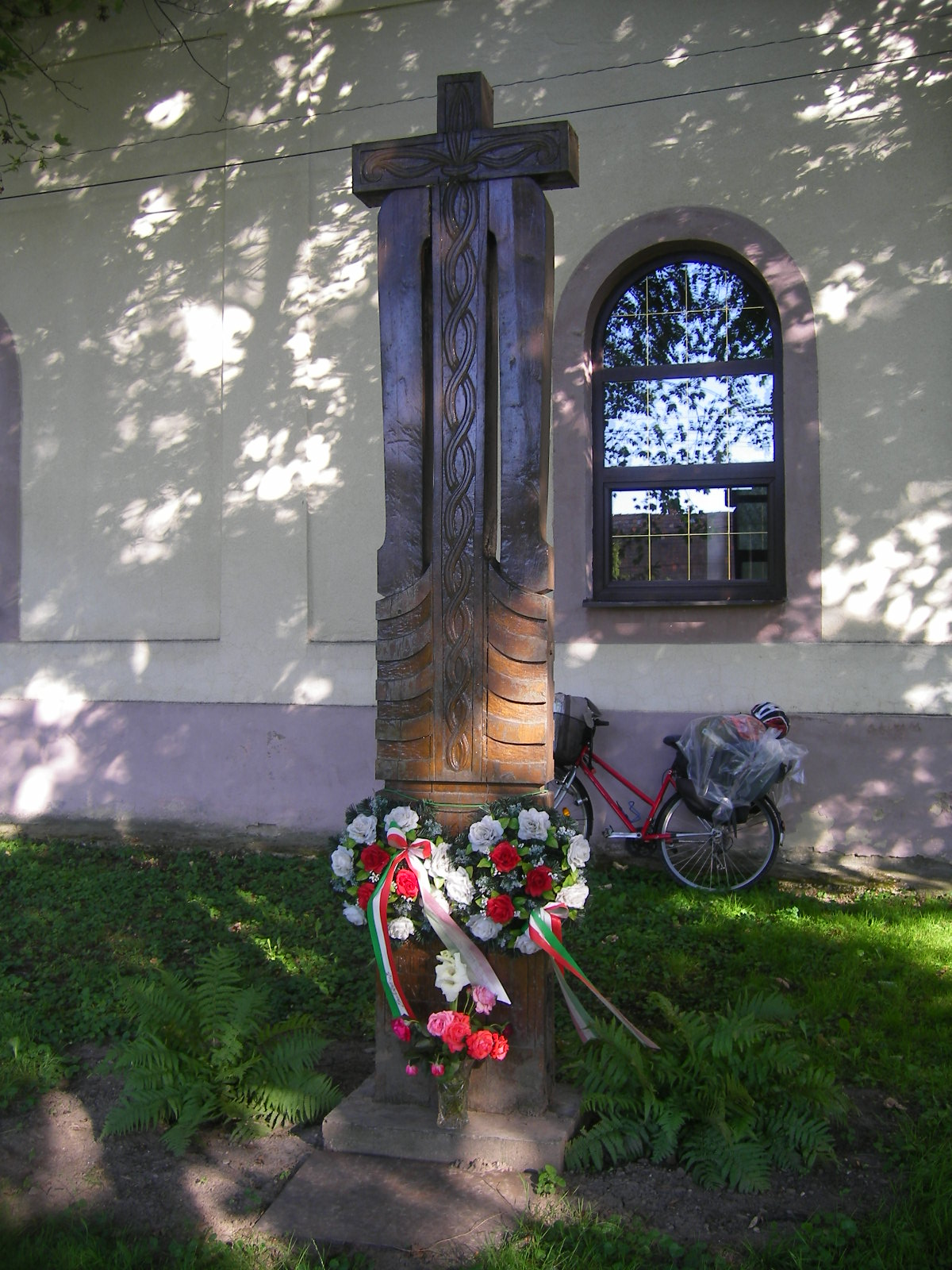
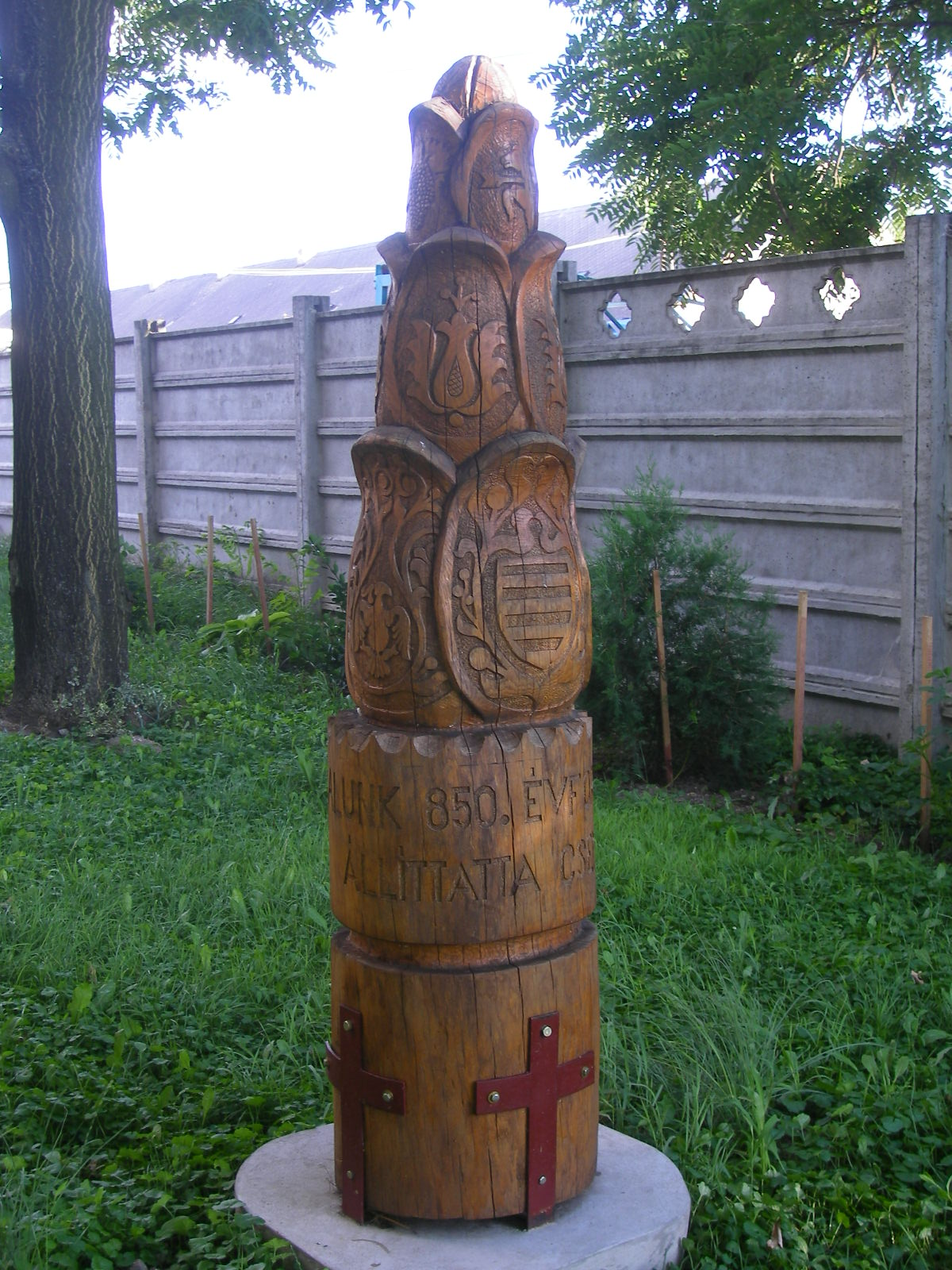
Nána 850. évfordulójának emlékműve
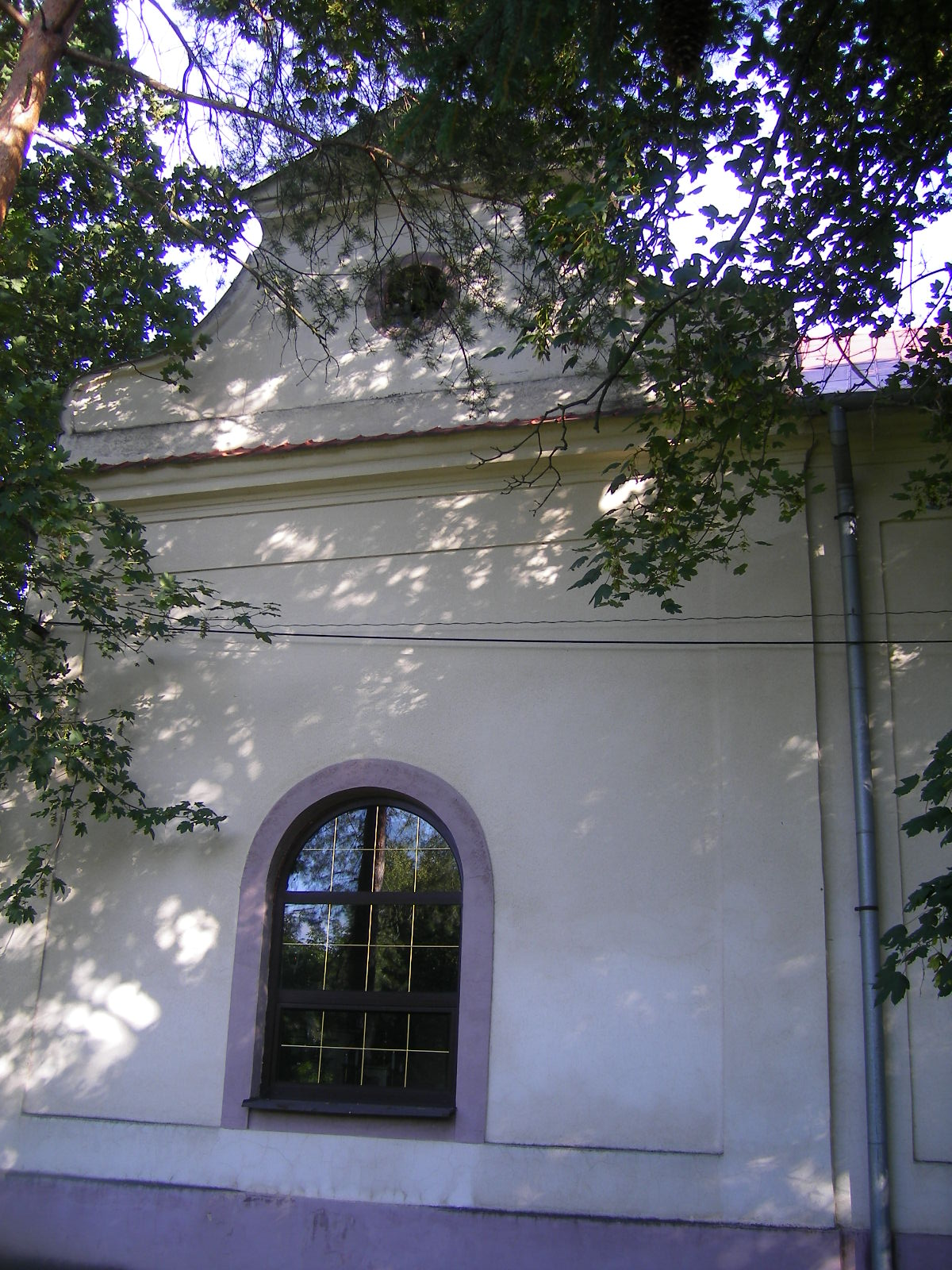
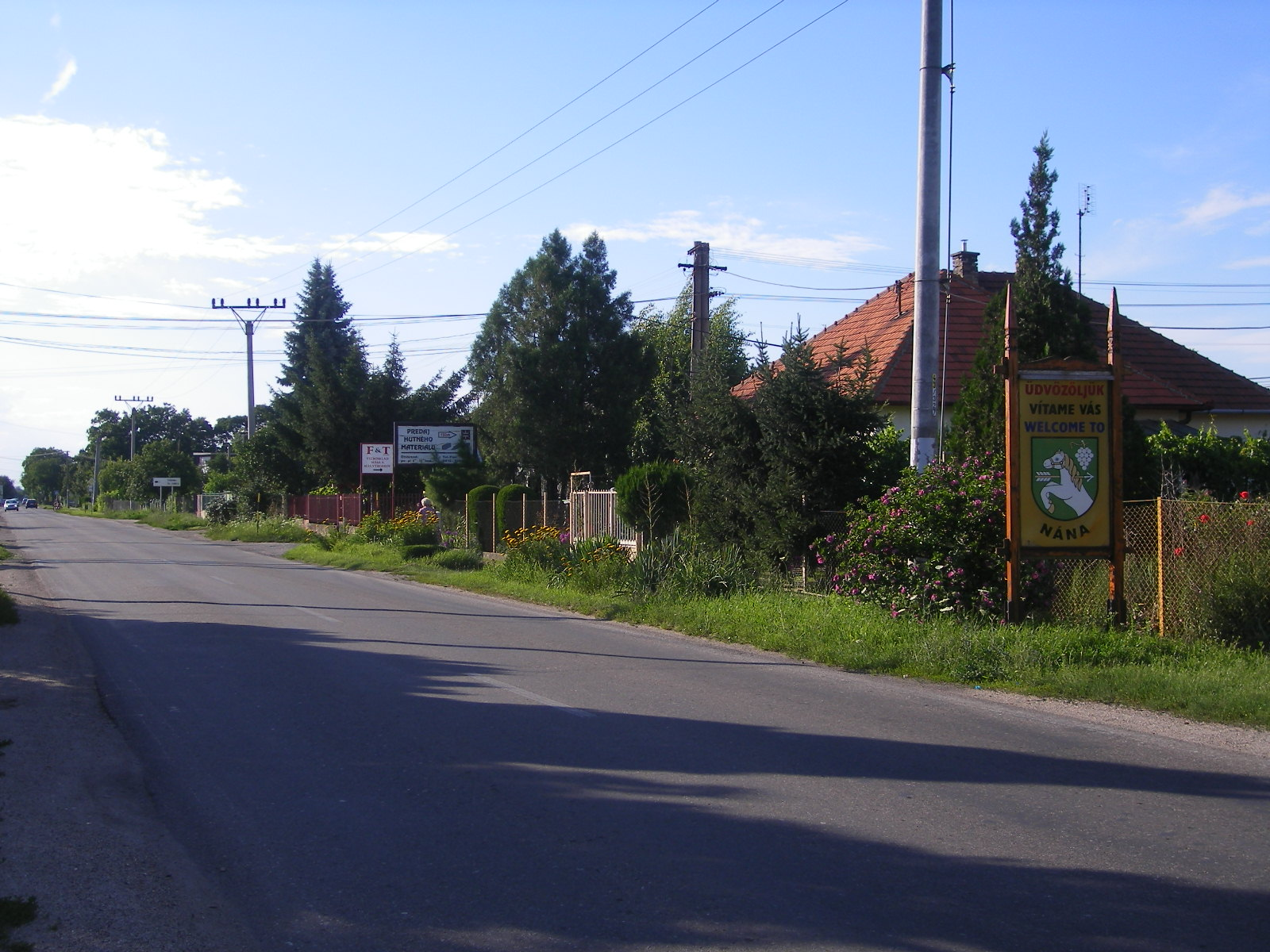
A 76-os út a falu déli szélén

## Testvértelepülés
- Tiszanána, Magyarország

## Külső hivatkozások
- Hivatalos oldal
- Községinfó
- E-obce.sk Archiválva 2008. június 14-i dátummal a Wayback Machine-ben
- Nána a Garam- és Ipolymente honlapján